# 聖托馬斯區 (盧亞省)

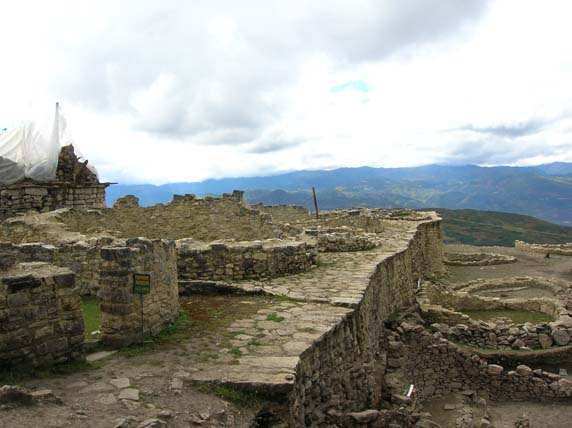

6°36′S 77°48′W / 6.600°S 77.800°W
聖托馬斯區（西班牙語：Distrito de Santo Tomás），是秘魯的一個區，位於該國北部亞馬遜大區的盧亞省，面積84.9平方公里，海拔高度2,525米，2005年人口4,008，人口密度每平方公里47人。